# Lanrodec
Lanrodec é uma comuna francesa na região administrativa da Bretanha, no departamento Côtes-d'Armor. Estende-se por uma área de 32,04 km². Em 2010 a comuna tinha 1 362 habitantes (densidade: 42,5 hab./km²).